# Lecteur multimédia (Windows 11)
Chronologie des versions
Groove Musique
Le lecteur multimédia (en anglais, Media Player; anciennement Groove Musique), est un logiciel de lecture de vidéos et de musiques par défaut sur Windows 11. Il remplace Groove Musique (anciennement Xbox Music) et le Windows Media Player dit "hérité" de Windows 7. 
Il est disponible depuis le 15 février 2022 pour tous les utilisateurs de Windows 11, et depuis janvier 2023 pour les utilisateurs de Windows 10 en tant que mise à jour de l'application Groove Musique.

## Nouvelles fonctionnalités
Le nouveau lecteur multimédia peut également lire des vidéos, dans le cadre du changement de marque de Groove d'un service de streaming musical à un lecteur multimédia. D'autres modifications incluent l'affichage des pochettes d'album en plein écran et une mise à jour du mini-lecteur. L'accessibilité a également été optimisée, avec quelques raccourcis clavier améliorés et la prise en charge des raccourcis clavier pour les utilisateurs de clavier et avec d'autres technologies d'assistance.

## Formats pris en charge
Voici une liste des formats pris en charge connus dans Media Player sur Windows 11,,.
| Conteneur de fichiers                                                                  | Extension de fichier |
| -------------------------------------------------------------------------------------- | -------------------- |
| MPEG-1 Audio Layer III MPEG-2 Audio Layer III                                          | .mp3                 |
| Free Lossless Audio Codec                                                              | .flac                |
| Raw AAC stream Audio Data Interchange Format (ADIF) Audio Data Transport Stream (ADTS) | .aac, .adt, .adts    |
| MPEG-4 audio-only file (AAC)                                                           | .m4a                 |
| Waveform Audio File Format                                                             | .wav                 |
| Windows Media Audio                                                                    | .wma                 |
| Dolby AC-3                                                                             | .ac3                 |
| 3GP and 3G2                                                                            | .3gp, .3g2           |
| Adaptive Multi-Rate                                                                    | .amr                 |
| Matroska audio-only file                                                               | .mka                 |
| Ogg audio-only file                                                                    | .oga                 |
| Ogg container (Vorbis)                                                                 | .ogg                 |
| Ogg container (Opus)                                                                   | .opus                |

| Conteneur de fichiers                                                | Extension de fichier | Notes |
| -------------------------------------------------------------------- | -------------------- | --- |
| MPEG-4 video Apple MPEG-4 video (MPEG-4 Partie 2, H.264, H.265, AV1) | .mp4, .m4v           | La lecture Dolby Vision, H.265 et AV1 nécessite l'installation d'un module complémentaire à partir du Microsoft Store. La lecture DTS Audio nécessite DTS Sound Unbound de Microsoft Store avec licence DTS:X Decoder. |
| QuickTime File Format                                                | .mov                 | |
| Advanced Systems Format                                              | .asf                 | |
| Audio Video Interleave                                               | .avi                 | |
| Windows Media Video                                                  | .wmv                 | |
| BDAV MPEG-2 Transport Stream                                         | .m2ts                | |
| 3GP and 3G2                                                          | .3g2, .3gp2, .3gpp   | |
| Matroska video                                                       | .mkv                 | |
| WebM (VP8, VP9, AV1)                                                 | .webm                | La lecture AV1 nécessite l'installation d'un module complémentaire à partir de Microsoft Store. |
| Ogg container (Theora)                                               | .ogv                 | |